# Поздняков Вадим Віталійович
Вадим Віталійович Поздняков (8 грудня 1993, Харків) — український громадський активіст, голова громадської організації «Світанок», співзасновник проєктів «Деколонізація. Україна» (до 2023 року — «Декомунізація. Україна») та «Мова. Харків». 
Під час російсько-української війни займається декомунізацією та дерусифікацією в Україні.

## Життєпис
Учасник Революції гідності та харківського Євромайдану.
Навчався у Харківському торговельно-економічному інституті Київського національного торговельно-економічного університету.
З вересня 2014 року по вересень 2017 року очолював місцевий осередок ВГО «Сокіл». Брав участь у заходах до Дня Соборності та Дня Героїв Крут,, з демонтажу радянських пам'ятників на території Харківської області,, проти російського бізнесу.
У 2015 році отримав Подяку від ХОДА за волонтерську діяльність.
У період з жовтня 2017 року по березень 2018 року був активним учасником місцевого осередку Правого сектора.
У березні 2018 року створив та очолив ГО «Світанок», де продовжив займатись питаннями декомунізації, став співзасновником проєкту decommunize.kharkiv.ua. У липні 2018 року на Вадима було скоєно напад невідомими.
У 2019—2020 роках займався забороною в'їзду на територію України низки російських акторів та музикантів, які виступали в окупованому Криму.
У 2020 році займався питаннями виключення з реєстру пам'яток погруддя Жукову у Харкові.
Був ініціатором перенесення пам'ятника Ватутіну з Маріїнського парку міста Києва на кладовище. Петиція, яку він зареєстрував на сайті Київради зібрала необхідні 10 тисяч підписів.
У 2020 році був ініціатором встановлення меморіальної дошки Валентину Сім'янцеву.
Учасник відновлення меморіальної дошки Юрію Шевельову у Харкові (2022).